# Глава гражданской администрации
Глава гражданской администрации (нем. Chef der Zivilverwaltung, CdZ) — должность в нацистской Германии в период Второй мировой войны. Деятельность главы гражданской администрации заключалась в осуществлении гражданского управления на покорённых территориях до тех пор, пока на них не будет создано новое официальное гражданское управление. Области гражданского управления (нем. CdZ-Gebiete) вводились на оккупированных территориях, предназначенных для последующего включения в состав Германского рейха.
В управлении глав гражданской администрации фактически находились аннексированные Рейхом территории — округ Белосток, Эльзас, Лотарингия, Каринтия и Крайна, Люксембург, Нижняя Штирия, округ Цихенау.

## Обязанности и подчинение
В соответствии с Законом об обороне Рейха от 21 мая 1935 года военный рейхсминистр взял на себя всю исполнительную власть от имени фюрера и рейхсканцлера. Руководство государства делегировало свои исполнительные полномочия вооруженным силам на время военных действий и в районах операций армии.
Главнокомандующему армией должен был быть представлен высокопоставленный чиновник (CdZ), который должен был руководить гражданской администрацией оперативных районов. Первоначально организация CdZ планировалась на случай обороны и для внутренних немецких территорий, но также планировалось, что в будущем она будет применяться на завоёванных иностранных территориях и будет включена в планы мобилизации. Таким образом, вермахт де-юре обладал всеми средствами власти оккупационной армии, включая право давать указания высшим ведомствам Рейха. Исключением был рейхсминистр экономики как главный уполномоченный по военной экономике.
В 1938 году вермахт привёл свои положения в соответствие ко второму Закону об обороне Рейха от 4 сентября 1938 года. В то же время стало ясно, что исполнительной власти следует ожидать только в зоне, прилегающей к границам Рейха, и что она будет распространяться в основном на завоёванные земли. Штабы вермахта для организаций CdZ должны были быть готовы организовать оккупационную администрацию завоеванных территорий.
Поскольку Адольф Гитлер занял место бывшего военного министра Рейха и воплощал высший авторитет военной мощи, ему также подчинялись CdZ. Таким образом, они были и исполнительными органами руководства армии, и подчинёнными Гитлера. Он мог напрямую влиять на управление оккупированными территориями и применять на практике свои политические и идеологические представления. При этом он мог назначать другие ведомства Рейха, и обычно СС и полицейские формирования на оккупированных территориях требовали неограниченных полномочий. Командование армии, как правило, чувствовало облегчение, когда с него снимали обязанности гражданской администрации. Его полностью поглощали задачи ведения войны, и необходимость заниматься управлением и экономикой при недостатке необходимых знаний было для него тяжёлым грузом.

## Оккупационные администрации CdZ
- После оккупации немецкими войсками Судетской области в октябре 1938 года там появились главы гражданских администраций. Они осуществляли свою деятельность до назначения рейхскомиссара Судетской области, гауляйтера Конрада Генлейна в Райхенберге. Организации CdZ были плохо спланированы и не доказали свою ценность. Они столкнулись с борьбой за власть со стороны отдельных ведомств Рейха, и их пришлось попросить оставаться в должности ещё неделю, потому что гражданская администрация Генлейна ещё не была готова к работе. Генлейн мог легко избежать влияния военных командиров благодаря непосредственному доступу к Гитлеру[1][уточнить ссылку].
- После уничтожения Чехословакии в марте 1939 года в «Остальной Чехии» — Протекторате Богемии и Моравии — после немецких войск также появились главы гражданских администраций. Они осуществляли свою деятельность до назначения в Праге рейхспротектора Константина фон Нейрата. Богемия и Моравия, несмотря на их внутреннюю автономию, считались частью Рейха[2].
- До образования Рейхсгау — Западная Пруссия, а позже Рейхсгау Данциг — Западная Пруссия, данцигский гауляйтер Альберт Форстер выступал в качестве главы гражданской администрации в районе бывшего Вольного города Данцига, а затем для военного округа Западной Пруссии (сентябрь—октябрь 1939 года). Он был назначен на этот пост Гитлером, который стремился к быстрому захвату аннексированных западных и северных районов Польши, всего через несколько дней после оккупации.
- До образования Рейхсгау Позен, позднее Вартеланд, в военном округе Позен пост главы гражданской администрации занимал бывший президент Сената Данцига Артур Грейзер (сентябрь—октябрь 1939 года).
- Округ Судавия и административный округ Цихенау были присоединены к провинции (точнее, к гау) Восточная Пруссия.

После 1940 года все оккупированные территории, которые были подчинены главам гражданской администрации, рассматривались как территория рейха, но не были аннексированы и поэтому не принадлежали Рейху.
На некоторых оккупированных территориях на западе Рейха были назначены главы гражданской администрации, однако аннексии не произошло. Исключением стал ранее принадлежавший Германской империи район Эйпен-Мальмеди. С августа 1940 года в некоторых областях Люксембурга и Франции на западной границе Рейха гауляйтеры были назначены в качестве глав гражданской администрации, а именно:
- Эльзас: рейхсштатгальтер и гауляйтер НСДАП в гау Баден, Роберт Вагнер, в Карлсруэ;
- Лотарингия: рейхскомиссар НСДАП и гауляйтер в гау Саар-Пфальц (позднее Вестмарк), Йозеф Бюркель, в Саарбрюккене;
- Люксембург: гауляйтер НСДАП в гау Кобленц-Трир (позже Мозельланд), Густав Симон, в Кобленце.

Главам гражданской администрации в этих областях была дана задача превратить их в течение ряда лет в немецкие территории.
После уничтожения Югославии некоторые бывшие территории Габсбургов были подчинены немецкой администрации. Однако, как и на Западе, формальной аннексии там не было. С апреля 1941 года в некоторых областях Югославии на юго-восточной границе Рейха гауляйтеры были назначены в качестве глав гражданской администрации, а именно:
- ранее оккупированные территории Каринтии и Крайны: рейхсштатгальтер и гауляйтер НСДАП в гау Каринтия, Фридрих Райнер, в Клагенфурте;
- Нижняя Штирия: рейхсштатгальтер и гауляйтер НСДАП в гау Штирия, Зигфрид Уиберрайтер, в Граце.

Также немецкой администрации была подчинена область Советского Союза, до 1939 года принадлежавшая Польше. С августа 1941 года гауляйтер был назначен главой гражданской администрации (сначала «гражданским комиссаром») в этой области на восточной границе Рейха, а именно:
- округ Белосток: оберпрезидент и гауляйтер НСДАП в гау Восточная Пруссия, Эрих Кох, в Кёнигсберге.